# Weil am Rhein
Weil am Rhein là một đô thị trong huyện Lörrach bang Baden-Württemberg thuộc nước Đức. Đô thị Weil am Rhein có diện tích 19,47 km², dân số là 29.519 người (31 tháng 12 năm 2006).
Weil am Rhein là một vùng ngoại ô của thành phố Basel ở Thụy Sĩ. Nó nằm trên bờ phía đông của sông Rhine, và gần các điểm mà tại đó biên giới ba nước Thụy Sĩ, Pháp và Đức. Đây là thành phố cực tây nam của Đức.
Thị xã có giới hạn biên giới Pháp về phía tây và Thụy Sĩ ở phía nam. Địa phương Weil là nằm trong khu vực được gọi là Markgräflerland. Vị trí của thị xã trên sông Rhine và gần gũi với Rừng Đen tạo cho nó khí hậu lục địa, đặc biệt phù hợp với nghề trồng nho.